# Augustus Edward Hough Love
Pour les articles homonymes, voir Love.
Augustus Edward Hough Love, né le 17 avril 1863 et mort le 5 juin 1940, est un mathématicien britannique connu principalement pour ses travaux sur la théorie des déformations élastiques et la propagation des ondes.

## Biographie
Love naît à Weston-super-Mare, il étudie à la Wolverhampton Grammar School, où il obtient d'abord des résultats très moyens avant de finir en dernière année par obtenir une bourse pour entrer au St John's College de Cambridge en 1881. En 1886 il obtient un poste d'attaché d'enseignement. À partir 1899 il est titulaire d'une chaire de mathématiques (la « chaire sedleienne de philosophie naturelle » ) à l'université d'Oxford.
Il meurt à Oxford en 1940.

## Carrière
Love travaille sur la théorie des déformations élastiques : en 1892 il publie A Treatise on the Mathematical Theory of Elasticity, 4e édition 1940, qui devient un classique de ce domaine.
Il étudie aussi les ondes et leurs propagations, il découvre par le calcul un nouveau type d'onde sismique qui portent son nom. Les ondes de Love sont des ondes de surface qui se révèlent très utile pour l'étude de la croûte terrestre, en particulier pour mesurer son épaisseur. Il effectue d'autres apports en géodynamique, son livre Some Problems in Geodynamics est lui aussi un classique. On doit à Love les nombres de Love, h et k, représentant la déformation de la Terre aux forces de marée.

## Récompenses
En 1911 il reçoit le prix Adams. La Royal Society lui décerne la médaille royale en 1909 et la médaille Sylvester en 1937. Il reçoit aussi la médaille De Morgan de la London Mathematical Society (LMS) en 1926. Il sert comme secrétaire de la LMS entre 1895 et 1910 et comme président de 1912 à 1913.

## Dans la littérature
Dans son roman Les Larmes de saint Laurent, la Québécoise Dominique Fortier romance la vie de Love dans la deuxième partie de l'ouvrage intitulée "L'harmonie des sphères" dont il est le principal personnage. L'autrice s'écarte cependant largement de la vérité biographique au profit d'une fiction servant la trame de fond.

## Sources
- (en) John J. O'Connor et Edmund F. Robertson, « Augustus Edward Hough Love », sur MacTutor, université de St Andrews.
- (en) Monthly Notices of the Royal Astronomical Society, Vol. 101, p.1, R. Stoneley.